# Ford F-450
Ford F-450 - пікап, що почав випускатися з 2009 року компанією Ford. Попередником цього автомобіля був Ford F-350. Його головний конкурент- Dodge Ram 4500.

## Опис
Ford F-450 має два бензинових і два дизельних двигуна. Бензиновий перелік починається з 5.4-літрового V8 на 300 к.с.,працює в парі з 6 МКПП. Як опція представлена 5 АКПП. Наступним у переліку є надпотужний 6.8-літровий V10 на 362 к.с., також працює в парі з 6 МКПП. Дизельний перелік розпочинає 6.0-літровий V8 на 350 к.с. Він вважається базовим для Ford F-450. Йому для розгону знадобиться 7.1 с. Витрачає пікап з ним 17.2 л/100км у змішаному циклі. Представлена і 6.4-літрова V8 версія з турбонаддувом на 350 к.с. Стандартно привід на задні колеса. Запропоновано комбінацію заднього з підключуваним переднім. 

## Огляд моделі

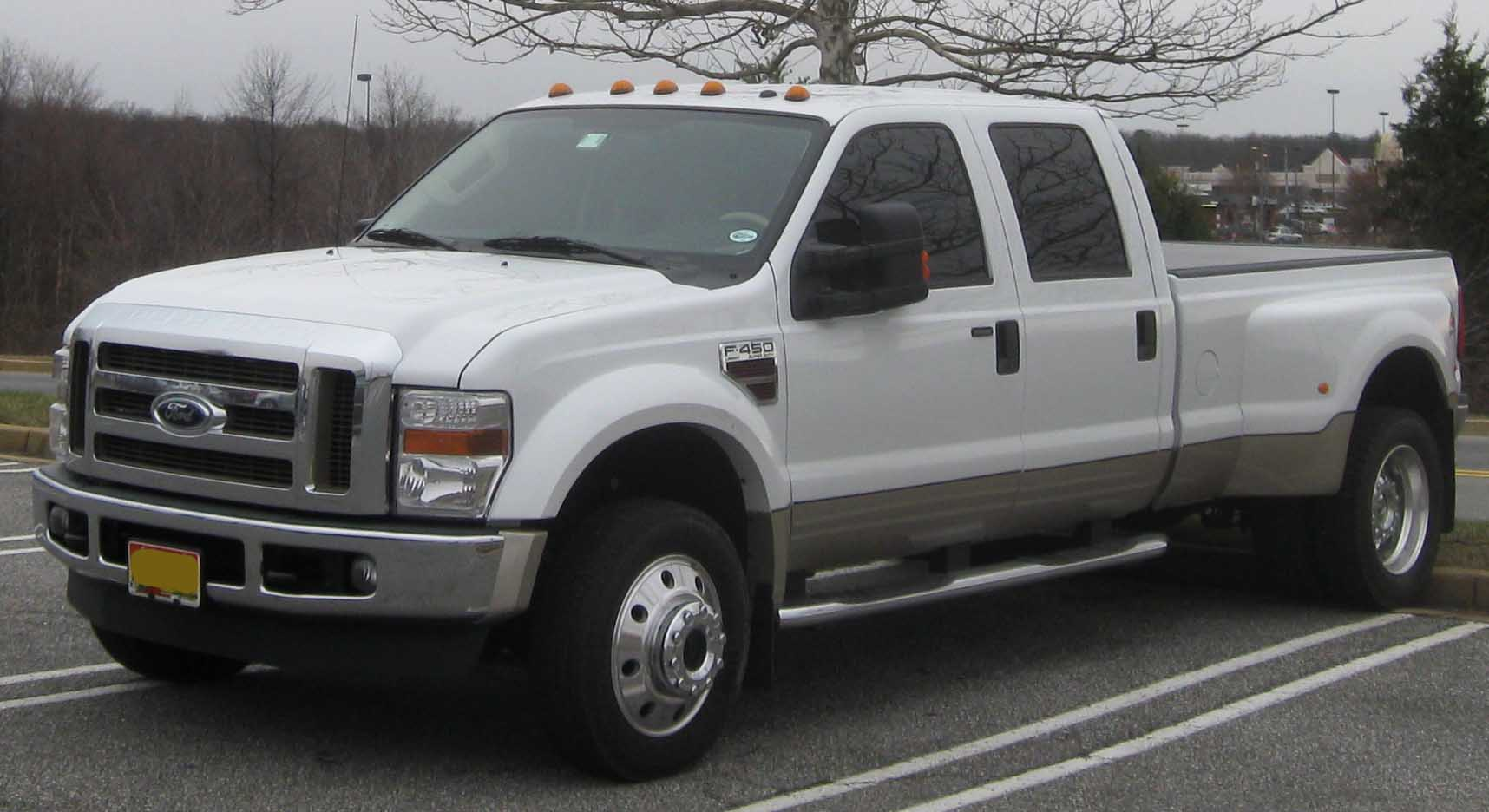
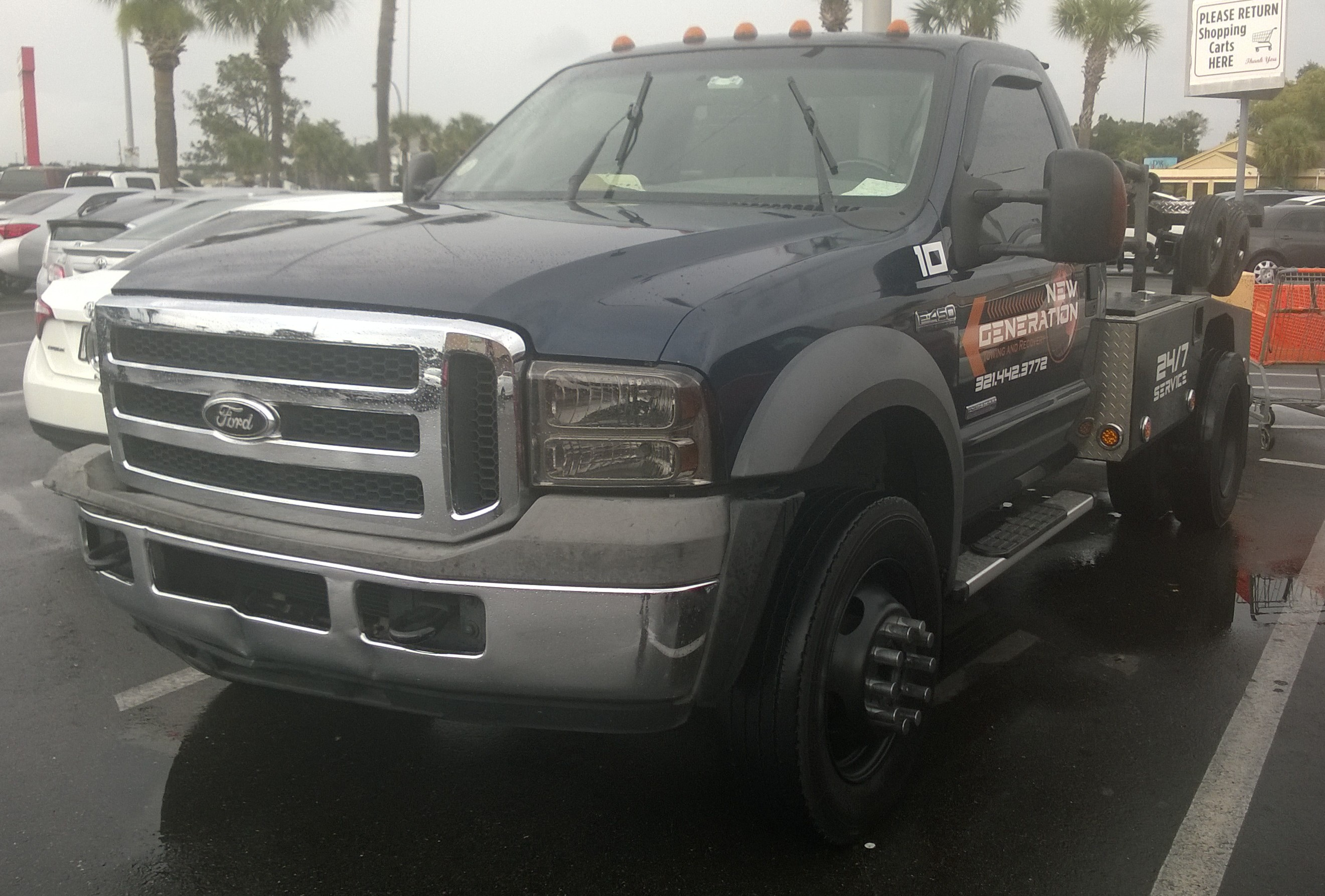
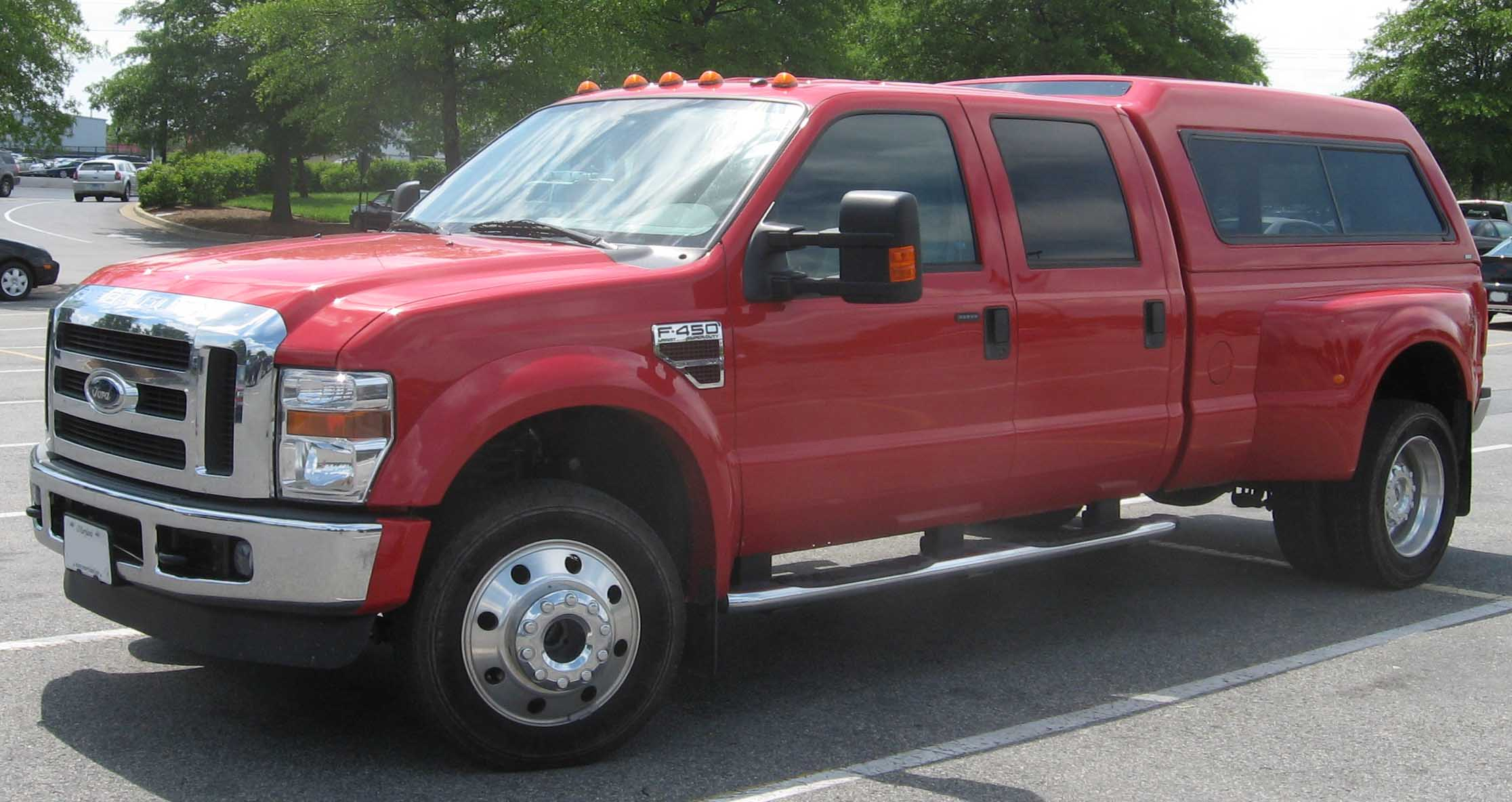